# يونيائو دوس بالميراس
يونيائو دوس بالميراس (بالبرتغالية: União dos Palmares‏) هي بلدية تقع في البرازيل في ألاغواس.

## أعلام
- خورخي دي ليما
- لوكاس فيرنانديز